# Sofie Podlipská
Sofie Podlipská, de soltera Rottová (Praga, 15 de mayo de 1833 - 17 de diciembre de 1897) fue una escritora checa y hermana de Karolina Světlá. Podlipská escribió principalmente novelas históricas, obras para un público juvenil y de pensamiento feminista . También tenía interés en la Teosofía y ayudó a fundar el "American Ladies' Club". El nombre carecía de significado geográfico ya que co el término "americano" se quería afirmar su carácter progresista y moderno. Su trabajo enfatizaba la maternidad y la moralidad.